# Okręty podwodne typu Shark
Okręty podwodne typu Shark – typ dwóch amerykańskich okrętów podwodnych lat 30. i drugiej wojny światowej. 11 lutego 1942 roku, japoński niszczyciel "Yamakaze" zatopił w pobliżu Celebesu okręt prototypowy tego typu USS "Shark" (SS-174). USS "Tarpon" służył do końca wojny, w roku 1945 przeniesiony do rezerwy w której pozostawał do 1947 roku, kiedy zaczął służyć w celach treningowych jako stacjonarny obiekt szkoleniowy. W roku 1956 został skreślony z rejestru okrętów i oddany na złom, zatonął jednak w trakcie holowania w sierpniu 1957 roku.